# Formica ocella
Formica ocella är en myrart som beskrevs av Oswald Heer 1850. Formica ocella ingår i släktet Formica och familjen myror. Inga underarter finns listade i Catalogue of Life.